# Бхолахат
Бхолахат (бенг. ভোলাহাট, англ. Bholahat) — город на северо-западе Бангладеш, административный центр одноимённого подокруга. Площадь города равна 5,06 км². По данным переписи 2001 года, в городе проживало 10 141 человек, из которых мужчины составляли 49,99 %, женщины — соответственно 50,01 %. Плотность населения равнялась 2004 чел. на 1 км². Уровень грамотности населения составлял 35,7 % (при среднем по Бангладеш показателе 43,1 %). Бхолахат является крупнейшим центром шёлковой промышленности Бангладеш. Здесь производится более 75 % шёлка страны.